# Гёкдепе
Гёкдепе (туркм. Gökdepe, от gök — зелёный и depe — холм, вершина) — город (до 1993 года — Геок-Тепе), административный центр Гёкдепинского этрапа Ахалского велаята Туркмении.

## История
Исторически это было название трёх селений в Ахалтекинском уезде Закаспийской области, расположенных неподалёку от станции Геок-Тепе Закаспийской железной дороги.
Главная достопримечательность — развалины обширного укрепления, построенного текинцами для обороны оазиса от вторжения русских войск и названного Янги-Шаар. Со времени взятия его русскими войсками в 1881 году более известен как Геок-Тепе (Денгиль-Тепе).

### Первая экспедиция к Геок-тепе

#### Боевые действия под командованием генералаЛазарева
В 1878 году вследствие беспрестанных набегов текинцев на аулы подвластных русским юмудов и грабежа караванов русские войска под командованием генерала Ломакина выступили из Чикишляра для наведения порядка в крае, заняли Чат (при слиянии Атрека с Сумбаром), выстроили там укрепление и оставили в нём небольшой гарнизон.
Цель этим не была достигнута — текинцы постоянно бродили вокруг Чата и даже совершили нападение на Чикишляр. Вследствие этого было признано необходимым занять более удобный стратегический пункт.
Отряд силой в 7310 человек пехоты, 2900 кавалерии и 34-х орудий был разделён на две части: для вторжения предназначались 4000 человек пехоты, 2000 кавалерии и 16 орудий под командованием генерал-лейтенанта И. Д. Лазарева; остальные войска должны были обеспечивать сообщение с Чикишляром.
Пока в Чикишляр прибывали перевозочные средства, передовой отряд 17 июня 1879 года занял Дуз-Олум, затем — Кары-кала и в конце месяца — Терсакан. 30 июля отряд выступил из Чикишляра, а 8 августа авангард занял Бендесен.
Текинская кавалерия показалась только у Ходжа-кала и после незначительной перестрелки отступила к селу Беурма. Текинцы решили защищаться до последней капли крови и поспешно стали строить укрепление Геок-Тепе, но к приходу русских работы далеко ещё не были закончены, а стены местами были настолько низки, что виднелись кибитки.

#### Боевые действия под командованием генералаЛомакина
14 августа генерал Лазарев умер, и его место занял генерал Ломакин. 21 августа отряд, сосредоточившись в Бендесене, направился в Бами.
Вследствие недостатка перевозочных средств для обеспечения магазинов в Бендесене и Ходжа-кала было оставлено больше войск, чем необходимо.
28 августа было решено штурмовать Геок-Тепе. Силы текинцев, по некоторым данным, доходили до 15 000. Текинцы стояли в укреплении и были обеспечены продовольствием.
Против этих сил русские могли выставить только 6 батальонов и 8 эскадронов и сотен, причём от истощения и болезней число солдат уменьшилось более, чем наполовину (в батальоне насчитывали до 200 человек).
Точных рекогносцировок произведено не было, вследствие чего были атакованы самые сильные фронты, а продовольствие имелось в весьма ограниченном количестве.
В 5 часов дня после успешного действия 8 орудий генерал Ломакин одновременно двинул в атаку все силы. Несмотря на проявленное мужество, русские войска не смогли овладеть укреплением и потеряли ранеными и убитыми 453 человека (потери текинцев оценить было сложно).
Утром 29 августа отряд отошёл к Кары-карызу. Недостаток продовольствия не позволил генералу Ломакину остаться в оазисе, хотя многие предлагали ему произвести бомбардирование крепости и тем заставить её сдаться.

Медаль «За взятие штурмом Геок-Тепе» (1881 год).

### Штурм оазиса генераломСкобелевым
После отступления генерала Ломакина текинцы не были усмирены и продолжали беспокоить округу, грабя караваны и угоняя скот.
Вследствие этого было решено предпринять 2-й поход для покорения оазиса. Стоимость его, не считая постройки паровой железной дороги, была оценена в 10 млн рублей.
Генерал М. Д. Скобелев, поставленный во главе экспедиции, обратил особое внимание на успешную перевозку грузов и, главным образом, на заготовку верблюдов.
Далее Скобелев стал деятельно заботиться о снабжении отряда всем необходимым как в боевом, так и в продовольственном отношении.
Была сильно увеличена артиллерия, было определено 5 комплектов патронов и снарядов, был устроен телеграф, в помощь которому дан гелиограф, принёсший существенную пользу.
Кормить солдат стали гораздо лучше, не жалея провианта. Были устроены госпитали, организовано инженерное управление.
Несмотря на все усилия Скобелева, дело сильно тормозилось в связи с задержкой прибытия верблюдов и из-за серьёзных проблем с текинцами, которые постоянно тревожили русские войска.
После прибытия достаточного количества верблюдов (паровая железная дорога была выстроена от Михайловского залива до Бала-Ишема, а далее до Айдина шла конножелезная дорога), провианта и подкреплений 21 ноября 1880 года российские войска приступили к осаде Геок-тепе.
Число его защитников, по имевшимся сведениям, доходило до 30 000 человек (10 000 конницы и 20 000 пехоты, в том числе женщины и несовершеннолетние мальчики).

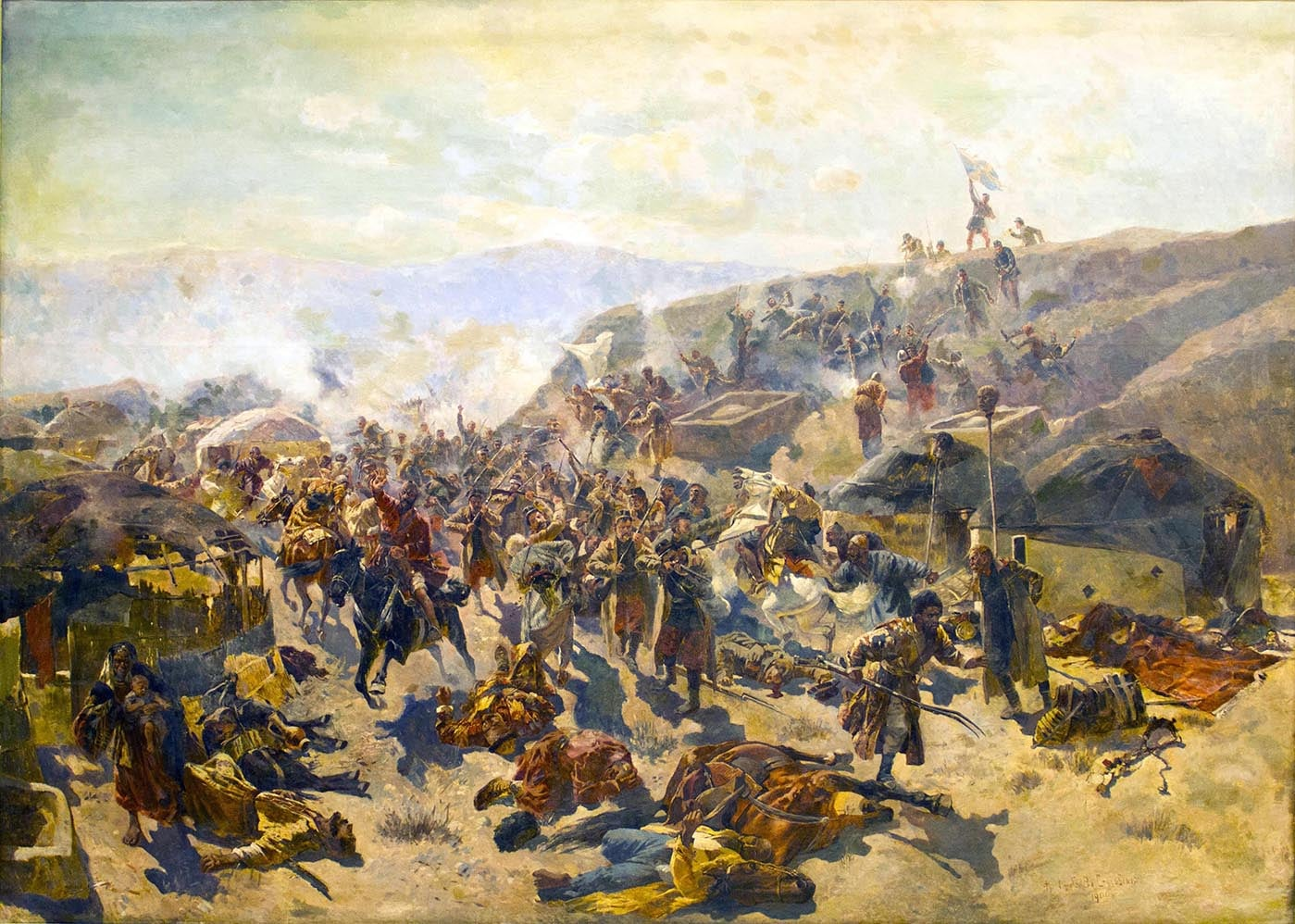
Рубо Ф. А.. Картина Штурм Геок-Тепе, 1898 г.

12 января 1881 года после отчаянного сопротивления Геок-тепе был взят штурмом. Преследование текинцев продолжалось 15 вёрст. Русские войска одержали полную победу, потеряв 398 человек, в том числе 36 офицеров.
«Масса текинцев, скрывавшихся в кибитках, была разыскана и истреблена до последнего. Только закованных в кандалы не трогали, угадывая в них пленных персиян… Крепость была отдана на разграбление в течение четырёх дней» (Терентьев М. А. История завоевания Средней Азии. М., 2018, т. 3. с. 228).
«Взятие Скобелевым Геок-Тепе и последовавшая страшная резня более чем 6,5 тыс. его защитников, а также 8 тыс. женщин, стариков и детей вызвали ужас среди туркмен». (Сергеев Е. Ю. Большая игра, 1856—1907. Мифы и реалии российско-британских отношений в Центральной и Восточной Азии. М., 2016, с.174. Автор не указывает точный источник этих цифр, ограничившись библиографией вопроса (с. 339):
Дальнейшего сопротивления не было, и российские войска без единого выстрела дошли до Люфтабада. Текинцы отступили в пески, где расположились у колодцев.
Для их преследования был послан отряд, прошедший до 500 вёрст в пустыне. В задачи отряда входили уничтожение сопротивляющихся, обезоруживание и возвращение обратно изъявивших покорность.
Текинцы постепенно стали возвращаться, чему способствовало ласковое с ними обращение русских и то, что в укреплении оставались их семейства, взятые в плен. Успехом этой экспедиции Россия во многом обязана генералу Скобелеву.
В английской прессе того времени, ссылаясь на сообщение собственных корреспондентов — английских офицеров, которые присутствовали среди защитников крепости, сообщалось о жестоком обращении с мирным населением, оставшемся в крепости, со стороны русских войск под предводительством генерала М.Д. Скобелева.
Позднее в этой же прессе появились сообщения, что «лишь после выхода в английской прессе сообщений о зверствах армии царской России притеснение местного населения уменьшилось».
Т. Л. Сухотина-Толстая пишет в дневнике: «18 февраля. Суббота. Масленица… Сегодня утром у папа́ [у Л. Н. Толстого] был какой-то юнкер поговорить о религии. Папа́ нам потом рассказывал, что он говорил с ним очень хорошо и как особенно осторожно обращался с ним, чтобы не слишком резко осудить то, во что его учили верить. Поднялся вопрос о вине. Юнкер сказал, что не пьёт. Папа́ пригласил его поступить в общество трезвости, но он ответил, что находит иногда необходимым угощать. Папа́ спросил почему? „Да вот, например, когда Скобелеву понадобилось перерезать целое население и солдаты отказались это сделать — ему необходимо было их напоить, чтобы они пошли на это“. Папа́ несколько дней не мог забыть этого и всем рассказывал».
В Туркменистане по сей день 12 января отмечается день Памяти (Хатыра гюни) павших при защите крепости Геок-тепе.

### Советский период
Геок-Тепе был посёлком городского типа и являлся административным центром Геок-Тепинского района Туркменской ССР. В 1970 году его население составляло 7700 человек. В 2008 году он получил статус города.

## География
Находится в Ахал-Текинском оазисе в предгорьях Копетдага. В 1967 году до Геок-Тепе была доведена третья очередь Каракумского канала.
Через город проходит Закаспийская железная дорога и автодорога М37. Расположен недалеко от железнодорожной станции, находящейся в 45 км от Ашхабада.

## Экономика
Гёкдепе является крупным центром овощеводства, виноградарства и виноделия.

## Достопримечательности
- Геок-Тепинская крепость.
- Здание музея на станции Геоктепинская.
- Мечеть имени Сапармурата Ниязова.
- Недалеко от города находится поселение Песседжик-Тепе эпохи неолита.